# Adzopé (departement)
Adzopé är ett departement i Elfenbenskusten. Det ligger i regionen La Mé, i den sydöstra delen av landet, 170 km öster om huvudstaden Yamoussoukro.